# Сибила Алерамо
Сибѝла Алерàмо (на италиански: Sibilla Aleramo), псевдоним на Марта Феличѝна Фàчо, наречена „Рина“ (на италиански: Marta Felicina Faccio detta Rina), е италианска писателка, поетеса и журналистка. Известна е с автобиографичния си роман „Една жена“, в който изобразява условията на живот на жените в Италия в края на 19 и началото на 20 век.

## Биография

### Детство и юношество
Тя е най-голямото от четирите деца на Амброджо Фачо, преподавател по естествени науки, и Ернеста Котино, домакиня. Живее в Милано до 12-годишна възраст, когато прекъсва обучението си, за да се премести семейството в Чивитанова Марке, където маркиз Сесто Чиколини предлага на баща ѝ управлението на фабриката си. Баща ѝ я кара да работи като счетоводителка в завода.
Юношеството ѝ е нещастно: през септември 1890 г. майка ѝ, страдаща от известно време от депресия, прави опит за самоубийство, като се хвърля от балкона на къщата. Нейната криза прогресивно се влошава през годините, причинявайки неизбежно напрежение в семейните отношения: след няколко години жената е хоспитализирана в психиатричната болница на Мачерата, където умира през 1917 г. През февруари 1892 г., на 15-годишна възраст, Рина е изнасилена от фабричния служител Улдерико Пиеранджели, за когото е принудена да се омъжи на 21 януари 1893 г.

### Начало на литературната дейност
Затворничка в потискащо съжителство със съпруг-насилник и живот в малък град, чийто дребен провинциализъм тя усеща, Алерамо вярва, че ще намери в грижите за първия си син Валтер, роден през 1895 г., бягство от потисничеството на собственото си съществуване. Разбиването на тази илюзия я довежда до опит за самоубийство, от който тя иска да се освободи чрез ангажимента да реализира своите хуманитарни стремежи с четива и статии, публикувани от 1897 г. в „Литературен вестник", „Индипенденте“, във феминисткото списание „Вита модерна“ и в периодичното социалистическо издание „Вита интернационале“. От тези години датира и кореспонденцията ѝ с друга жена, ангажирана в битката за еманципация на жените, Джорджина Крауфърд Сафи и с нейния съпруг Аурелио Сафи.
Нейният феминистки ангажимент не се ограничава до писане, а приема формата на опит за формиране на части от женското движение (Паолина Шиф я моли да създаде женска лига в региона Марке) и в участието ѝ в демонстрации за правото на жените на глас и за борбата срещу проституцията – тема, която също е любима на Сафи.
След като се премества със семейството си в Рим през 1899 г., където съпругът ѝ, уволнен от работа, започва търговска дейност, на Рина Фачо е поверено ръководството на социалистическия седмичник „Италия Феминиле“, основан от Емилия Мариани. В него тя води рубрика с дискусии с читателки и търси сътрудничеството на прогресивни интелектуалци - Джовани Чена, Паоло Мантегаца, Мария Монтесори, Ада Негри, Матилде Серао. Става голяма приятелка с Алесандрина Равица, среща се с влиятелни социалистически лидери като Анна Кулишьова и Филипо Турати, и започва връзка с поета Гулиелмо Феличе Дамяни.
След разногласия с издателя Ламберто Мондаини тя напуска ръководството на седмичника още през януари 1900 г. и трябва да последва семейството обратно в Порто Чивитанова, където съпругът ѝ е назначен да управлява фабриката на мястото на нейния тъст, който е подал оставка. От 1901 до 1905 г. тя сътрудничи на списанието „Женски съюз“, издавано от „Националния женски съюз“, на който става член през 1906 г. Трудните семейни отношения я убеждават да изостави съпруга и сина си, премествайки се в Милано през февруари 1902 г. и свързвайки се с Джовани Чена (1870 – 1917), редактор на списанието „Нова антология“, с което си сътрудничи. По настояване на Чена започва да пише романа „Една жена“ (Una donna). Публикуван през 1906 г., това е историята на нейния собствен живот, от детството до болезненото решение да напусне съпруга си и преди всичко сина си, в името на утвърждаването на един свободен и съзнателен живот и срещу ограниченията и унижението на съществуването, което една лицемерна идеология на жертвата възнамерява да наложи на жените. Романът е публикуван под псевдонима „Сибила Алерамо“, предложен от Джовани Чена, който взема фамилното име ,Алерамо“ от поемата на Джозуе Кардучи „Пиемонт“, и оттогава това се превръща в нейно име в литературата и в живота. Самият Чена също иска да прегледа ръкописа, както разкрива писателката: „Той премахна от книгата ми страниците, където изказвах любовта си към Феличе. И по този начин му позволих да премахне онова, което искаше, което той твърдеше, че е дело на истината. Като всеки друг от съкращенията, направени върху ръкописа, както върху всяко литературно произведение. Той закачи ръбовете със собствените си думи.“ Книгата веднага постига голям успех и скоро е преведена в почти всички европейски страни и в САЩ.
Писателката продължава дейността си във феминисткото движение. Член е на организационния комитет на Римската секция на Националния женски съюз. Участва в една от основните дейности на римската секция, създаването на вечерни училища за момичета и празничните и вечерни училища за селяни от Агро Романо, замислени от Анна Френцел Чели и насърчавани от Джовани Чена и Анджело Чели. Тя е и член на Комитета за образование на населението на Южна Италия, създаден след земетресението от 1908 г.
Малко след това тя се откъсва от феминисткото движение, оценявайки го като „кратко приключение, героично в началото, гротескно в края, неизбежно и вече остаряло тийнейджърско приключение“. Според нея сега става въпрос за възвръщане и изразяване на женското многообразие: „Женският свят на интуицията, този по-бърз контакт на човешкия дух с универсалното, ако жената успее да го направи, със сигурност ще бъде с нови движения, с потрепвания, с тръпки, с паузи, с преходи, с вихрушки, непознати за мъжката поезия“.

### Кариера и личен живот
След връзката си с Чена тя води доста скитнически живот. Феминистка, пацифистка, убедена комунистка след 1945 г., писателката не се адаптира към традиционните женски роли или образи. Има и хомосексуални връзки, най-известната от които е тази между 1908 и 1909 г. с писателката и феминистка от Равена Лина Полети, псевдоним на Кордула Полети (1885 – 1971) – една от първите в Италия, декларирала открито хомосексуалността си. Това мотивира Джузепе Прецолини да определи Алерамо като „сексуална тоалетна на италианската култура“.
През 1911 г. тя остава във Флоренция, сътрудничейки с „Марцоко“. През 1913 г. в Милано се доближава до футуристите. В Париж (1913-1914) се запознава с Гийом Аполинер и Емил Верхарен, а в Рим – с Грация Деледа. В този период тя има многобройни и кратки сантиментални връзки, както самата тя разказва по-късно на страниците на дневниците си: първата е с поета и писателя Винченцо Кардарели (1887 – 1959), последвана от други вече известни личности или такива, които ще станат известни: поетите и писателите Джовани Папини (1881 – 1956) и Джовани Бойне (1887 – 1917), поетите Клементе Ребора (1885 – 1957) и Салваторе Куазимодо (1901 – 1968), художникът футурист Умберто Бочони (1882 – 1916), писателят Рафаело Франки (1899 – 1949), анархистът Антео Дзанибони (1911 – 1926), направил неуспешен атентат срещу Мусолини.
По време на Първата световна война тя се запознава с поета Дино Кампана (1885 – 1932). Той не е на фронта, официално лекуван от нефрит, но в действителност, защото вече е диагностициран с психично заболяване, когато е на лечение в болницата в Маради през лятото на 1915 г. Двамата са много различни: тя е светска личност, а той е срамежлив и уединен. Връзката е много измъчена, брутална, страстна и амбивалентна, където никой от двамата не се поддава. Бягства, преследвания, кратки помирения.[поясни] И още удари, обиди, плюнки, ухапвания, драскотини, секс.[поясни] Алерамо го завежда и при известния психиатър от онова време, професор Ернесто Танци. Това посещение бележи края на връзката.
През 1919 г. тя публикува „Преходът“, а през 1921 г. първата си стихосбирка „Мигове“ . През 1920 г. е в Неапол, където пише „Ендимион“, посветен на Габриеле Д'Анунцио. Творбата, вдъхновена от любовната ѝ връзка с младия атлет Тулио Боца (1891 – 1922), завършила със смъртта му от туберкулоза, има успех в Париж, но не и в Торино, където е освиркана в Театър „Кариняно“.
През 1927 г. е публикуван епистоларният й роман „Обичам, следователно съм“ – сборник с писма, които не са изпратени, до езотериста Джулио Паризе (1902 – 1969), тогава член на езотеричното дружество Gruppo di Ur. Преди да се срещне с Паризе, тя има кратка, но интензивна връзка с писателя, поет и езотерист Юлиус Евола (1898 – 1974), както самата тя съобщава в творбата.
През 1928 г., доведена до бедност, писателката се завръща в Рим. През 1929 г. излиза стихосбирката „Поезии“. През 1930 г. излиза сборникът ѝ с проза „Радостите на повода" . Между 1932 и 1938 г. са публикувани романът ѝ „Камшикът“, стихосбирката „Да на Земята“ и новият сборник с проза Orsa Minore.

### Компромис с фашизма
След първоначална фаза на опозиция срещу режима (през 1925 г. Алерамо подписва Манифеста на антифашистките интелектуалци), през 1929 г., принудена да живее в бедност, тя се среща с Мусолини, получавайки прием в Кралската академията на Италия – позиция, която ѝ осигурява икономическа субсидия. Оттогава тя също започва да възхвалява режима на страниците на вестниците, получавайки скромни източници на допълнителни доходи, както и се ползва с протекцията на правителството. През 1933 г. се присъединява към Националната фашистка асоциация на жените творци и висшистки. През 1943 г. обаче тя отказва да се премести в Сало, както е наредено от Министерството на културата, определяйки последната страница на фашизма като срамна.

### Последни години и членство в Италианската комунистическа партия
След връзката си с писателя и журналист Енрико Емануели (1909 – 1967), тридесет и три години по-млад от нея, през 1936 г. тя се влюбва във Франко Матакота (1916 – 1978), четиридесет години по-млад от нея студент, с когото остава близо десет години. Заедно с него в края на Втората световна война се присъединява към Италианската комунистическа партия (PCI), като се ангажира интензивно в политическата и социалната сфера и си сътрудничи с вестник „Унитà“. През 1948 г. участва в Световния конгрес на интелектуалците за мир, който се провежда във Вроцлав.
Умира в Рим на 83-годишна възраст през 1960 г. след дълго боледуване. Последните години от живота ѝ са документирани от писмата ѝ, публикувани в „Писма до Елио“ – поетът Елио Фиоре (1935 – 2002). Погребана е в гробището Верано в Рим.
В продължение на тридесет години синът ѝ Валтер не иска да се срещне с нея, той само ѝ пише, за да я уведоми за смъртта на съпруга ѝ. Те се срещат отново през 1933 г., но срещата завършва с голяма горчивина, както тя пише в „Дневник на една жена“. Те се срещат отново през 1947 г. и Валтер, който е загубил 18-годишния си син година по-рано, ѝ представя другия си син. Третата и последна среща се състои в Рим, на смъртния одър на Сибила.

## В масовата култура
- Връзката ѝ с поета Дино Кампана формира темата на филма „Пътуване, наречено любов“ (Un viaggio chiamato amore, 2002), режисиран от Микеле Плачидо и с участието на Лаура Моранте и Стефано Акорси
- През 1985 г. излиза филмът „Лъжи“ (Inganni) на режисьора Луиджи Фачини с участието на Бруно Дзанин и Олга Карлатос, който се занимава с връзката на Сибила Алерамо с Дино Кампана.

## Библиотека и личен архив
- Повечето от нейните документи и библиотеката ѝ са депозирани във Фондация „Грамши“ в Рим[17]
- Архивът за женска памет и писане „Алесандра Контини Бонакози“ ръководи събирането, сортирането и депозирането на някои от нейните документи в Държавния архив на Флоренция[18]
- Кореспонденцията ѝ се намира и в Националния архив на Националния женски съюз (UDI) в Рим
- Последният ръкопис на писателката е оставен на Италианската комунистическа партия; изпълнители са Палмиро Толяти и Ранучо Бианки Бандинели[19].

## Признание
На нея са посветени улици в много италиански градове и площади в Торино, Парма, Ластра а Синя, Пиана ди Сетимо. На нея е посветена и конферентна зала в Biblioteca delle Oblate във Флоренция.

## Творби

### Проза
- Una donna (1906), роман
- Il passaggio (1919)
- Andando e stando (1921), сборник
- Trasfigurazione (1922), повест
- Il mio amore (1924)
- Amo dunque sono (1927), епистоларен роман
- Gioie d'occasione (1930), сборник
- Il frustino (1932), роман
- Orsa minore (1938), сборник
- Dal mio diario. 1940-44 (1945)
- Il mondo è adolescente (1949)
- Lettere d'amore a Lina (1982)
- Lettere a Elio (1989)

### Поезия
- Momenti (1921)
- Endimione (1923)
- Poesie (1929)
- Sì alla Terra (1935)
- Selva d'amore (1947) – Награда „Виареджо“ за поезия
- Aiutatemi a dire (1951)
- Luci della mia sera (1956)
- Tutte le poesie (2004)